# Bossiaea halophila
Bossiaea halophila är en ärtväxtart som beskrevs av James Henderson Ross. Bossiaea halophila ingår i släktet Bossiaea och familjen ärtväxter. Inga underarter finns listade i Catalogue of Life.